# Cute (japoński zespół muzyczny)

Logotyp zespołu

Cute (zapisywane jako °C-ute) (jap. ℃-ute (キュート) Kyūto) – japoński zespół muzyczny, powstały pod skrzydłami projektu muzycznego Hello! Project w 2005 roku, obecnie składający się z pięciu dziewczyn. Ich debiutancki singiel Massara Blue Jeans został wydany w 2006 roku.

## Skład zespołu

### Członkowie
| Imię                                         | Data urodzenia   | Kolor     | Uwagi             |
| -------------------------------------------- | ---------------- | --------- | ----------------- |
| Maimi Yajima (jap. 矢島 舞美 Yajima Maimi)   | 2 lutego 1992    | Czerwony  | Liderka.          |
| Saki Nakajima (jap. 中島 早貴 Nakajima Saki) | 5 lutego 1994    | Błękitny  |                   |
| Airi Suzuki (jap. 鈴木 愛理 Suzuki Airi)     | 12 kwietnia 1994 | Jasny róż | Obecnie z Buono!. |
| Chisato Okai (jap. 岡井 千聖 Okai Chisato)   | 21 czerwca 1994  | Zielony   |                   |
| Mai Hagiwara (jap. 萩原 舞 Hagiwara Mai)     | 7 lutego 1996    | Żółty     |                   |

### Byli członkowie
| Imię                                           | Data urodzenia  | Kolor    | Uwagi                           |
| ---------------------------------------------- | --------------- | -------- | ------------------------------- |
| Megumi Murakami (jap. 村上 愛 Murakami Megumi) | 6 czerwca 1992  | Błękitny | Odeszła 31 października 2006 r. |
| Kanna Arihara (jap. 有原 栞菜 Arihara Kanna)   | 15 czerwca 1993 | Czerwony | Odeszła 9 lipca 2009 r.         |
| Erika Umeda (jap. 梅田 えりか Umeda Erika)     | 24 maja 1991    | Żółty    | Odeszła 25 października 2009 r. |

## Dyskografia

### Albumy
1. Cutie Queen VOL. 1
2. 2 mini ~Ikiru to Iu Chikara~
3. 3rd ~LOVE Escalation!~
4. 4 Akogare My STAR
5. Shocking 5
6. Chō WONDERFUL 6
7. Dai Nana Shō "Utsukushikutte Gomen ne"

### Kompilacje
1. Cute Nan Desu! Zen Single Atsumechaimashita! 1
2. 2 Cute Shinseinaru Best Album

### Single
Indies
1. Massara Blue Jeans
2. Soku Dakishimete
3. Ōkina Ai de Motenashite
4. Wakkyanai (Z)

Majors
1. Sakura Chirari
2. Meguru Koi no Kisetsu
3. Tokaikko Junjō
4. LALALA Shiawase no Uta
5. Koero! Rakuten Eagles
6. Namida no Iro
7. Edo no Temari Uta II
8. FOREVER LOVE
9. Bye Bye Bye!
10. Shochū Omimai Mōshiagemasu
11. EVERYDAY Zekkōchō!!
12. SHOCK!
13. Campus Life ~Umarete Kite Yokatta~
14. Dance de Bakoon!
15. Aitai Lonely Christmas
16. Kiss me Aishiteru
17. Momoiro Sparkling
18. Sekaiichi HAPPY na Onna no Ko
19. Kimi wa Jitensha Watashi wa Densha de Kitaku
20. Aitai Aitai Aitai na

### DVD
1. Music V Tokushū (1) ~Cutie Visual~
2. °Cutie Circuit 2006 Final in YOMIURILAND EAST LIVE ~Kugatsu Tooka wa °C-ute no Hi~
3. °C-ute Debiut Tandoku Concert 2007 Haru ~Hajimatta yo! Cutie Show~
4. °C-ute Concert Tour 2008 Haru ~Golden Hatsu Date~
5. Gekidan GekiHaro Dainikai Kōen "Neruko °C-ute"
6. °C-ute Cutie Circuit 2007 ~MAGICAL CUTIE TOUR&Kugatsu Tooka wa °C-ute no Hi~
7. °C-ute Live Tour 2007 Aki ~Hōkago no Essence~
8. °C-ute Suzuki Airi in Okinawa AIRI'S CLASSIC
9. °C-ute Cutie Circuit 2008 ~LOVE Escalation!~
10. Berryz Kōbō & °C-ute Nakayoshi Battle Concert Tour 2008 Haru ~Berryz Kamen vs Cutie Ranger~ with °C-ute tracks
11. °C-ute Concert Tour 2008 Natsu ~Wasuretakunai Natsu~
12. °C-ute Cutie Circuit 2008 ~Kugatsu Tooka wa °C-ute no Hi~
13. Gekidan GekiHaro Daiyonkai Kōen "Keitai Shōsetsuka~
14. 17's (Seventeen's – Yajima Maimi DVD)
15. Berikyū! Vol,1
16. Berikyū! Vol,2
17. Berikyū! Vol,3
18. Berikyū! Vol,4
19. Music V Tokushuu (2) ~Cutie Visual~
20. Pure Blue (Suzuki Airi DVD)
21. °C-ute Concert Tour 2009 Haru ~AB°C~
22. Berikyū! Vol,5
23. Berikyū! Vol,6
24. Berikyū! Vol,7 ~Ura Berikyū!~
25. Berikyū! Vol,8 ~Ura Berikyū!~
26. Gekidan GekiHaro Dairokukai Kōen ~Ataru mo Hakke!?~

### Fotoalbumy
1. So Cute!
2. Maimi Yajima "Maimi"
3. Airi Suzuki "Airi"
4. Maimi Yajima "Sousora"
5. Airi Suzuki "Rokugatsu no Kajitsu"
6. Airi Suzuki "Aoiro"
7. Maimi Yajima "17"